# Нікос Сарганіс
Нікос Сарганіс (грец. Νίκος Σαργκάνης; нар. 13 січня 1954, Рафіна, Греція — пом. 8 грудня 2024, Афіни, Греція) — грецький футболіст, воротар.

## Клубна кар'єра
Народився в Рафіні, Аттика (проте його родина походить із села Пападіаніка, Пелопоннес, де він був удостоєний почесної нагороди від села).
До «Ілісіакоса» приєднався 1966 року у 12-річному віці, а 1969 року 15-річний Нікос дебютував за першу команду, яка грала без запасного воротаря. Спочатку грав на позиції нападника, а потім став воротарем за пропозицією та наполяганням колишнього воротаря збірної Христоса Рібаса, коли основного воротаря команди вважали неадекватним. У складі «Ілісіакосу» чудово провів другий національний чемпіонат, де мав тривалу серію з матчів без пропущених м'ячів.
У 1977 році перейшов до «Касторії», з якою 11 вересня 1977 року дебютував у Першій національній лізі. Демонстрував дивовижні поєдинки, кульмінацією яких став неймовірний успіх команди в Кубку Греції 1979/80, який вони виграли, перемігши «Іракліс» (Салоніки) з рахунком 5:2.
Наступною зупинкою в кар'єрі став «Олімпіакос», звідки його викликали до національної збірної. З «Олімпіакосом» виграв три чемпіонати (1980/81, 1981/82, 1982/83) та один Кубок Греції (1980/81). У 1984 році, у матчі чемпіонату проти ОФІ на стадіоні Караїскакіс, зробив незабутній сейв: Йоргос Властос потужно пробив головою, коли Сарганіс перебував не в ідеальній позиції та бачив, як м'яч проходить повз нього, проте підстрибнув і завадив голу правою рукою. Сейв голкіпера став настільки несподіваним, що Таліс Цірімокос, суперник і товариш по команді Властоса, який випадково опинився перед ним у цей момент, підійшов до Нікоса й поцілував його. Цірімокос став першим гравцем у Греції, який отримав нагороду за фейр-плей. Цей сейв мав багато спільних рис із сейвом Гордона Бенкса під час удару головою Пеле у матчі чемпіонату світу 1970 року між відповідними національними збірними.
У 1985 році перейшов до іменитішого суперника команди з Пірея — «Панатінаїкоса», де грав п'ять сезонів, виграв ще два чемпіонати (1985/86, 1989/90) та три Кубки Греції (1985-86, 1987-88, 1988-89). У фіналі 1988 року, який вирішився в серії післяматчевих пенальті, Нікос Сарганіс став головною дійовою особою, успішно реалізував один удар з пенальті та відбив два, що привело «Панатінаїкос» до перемоги.
У 1990 році перейшов до «Атінаїкоса», де знову успішно виступив, допоміг посісти своїй команді 6-е місце в чемпіонаті та вперше в історії клубу вийшов у фінал Кубку Греції (1990-91). Єдиний футболіст, який грав у фіналі Кубка Греції з чотирма різними клубами, і перший, хто виграв його з трьома різними командами.
Як фіналіст, «Атінаїкос» отримав місце в Кубку володарів кубків наступного сезону (1991/92), де грекам під час жеребкування випав «Манчестер Юнайтед». В обох матчах Нікос Сарганіс був головним героєм і завдяки своїм дивовижним сейвам, особливо у матчі-відповіді на «Олд-Траффорд», дозволив своїй команді відіграти «на нуль». Два матчі завершилися з рахунком 0:0, а другий матч перейшов в додатковий час, де зрештою греки поступилися з рахунком 0:2.

## Кар'єра в збірній
Вперше отримав виклик до національної збірної Греції восени 1980 року. Він вражаюче дебютував 15 жовтня 1980 року у переможному (1:0) виїзному матчі кваліфікації чемпіонату світу 1982 року проти Данії. Його дивовижні сейви, підкреслені блискавичною реакцією на удар з льоту Алана Сімонсена з меж штрафного майданчика, значною мірою сприяли перемозі його команди та спонукали данських журналістів називати Нікоса «фантомом», прізвисько, яке закріпилося за ним до кінця кар’єри. Грав за збірну Греції до 1991 року, провів загалом 58 матчів, що ставить його на друге місце за кількістю поєдинків за національну збірну Греції, поступаючись лише Антонісу Нікополідісу (90).

## Кар'єра тренера
Після завершення футбольної кар'єри Нікос Сарганіс розпочав тренерську кар'єру. Він мав диплом тренера з футболу першого класу та був тренером воротарів у тренерській команді УЄФА.

## Політична діяльність
На парламентських виборах у травні та червні 2023 року його включили під десятим номером до виборчого списку ПАСОК-КІНАЛ. На місцевих виборах 2023 року його було обрано членом регіональної ради Аттики в Центральних Афінах від коаліції «Аттика вперед» Нікоса Хардаліаса.

## Особисте життя та смерть
У 1986 році одружився з моделлю Стелліною Цанну, яка народила йому дві доньки. Вони розлучилися в 1994 році. Потім одружився з Еліною Джулі, з якою залишався до кінця життя.
Помер від онкологічного захворювання в приватній клініці в Афінах 8 грудня 2024 року у віці 70 років. Його поховали 10 грудня на кладовищі Папагу.

## Статистика виступів

### Клубна
| Сезон   | Клуб           | Країна | Змагання     | Матчі | Голи |
| ------- | -------------- | ------ | ------------ | ----- | ---- |
| 1974/75 | «Ілісіакос»    | Греція | Бета Етнікі  | ?     | 0    |
| 1975/76 | «Ілісіакос»    | Греція | Бета Етнікі  | ?     | 0    |
| 1976/77 | «Ілісіакос»    | Греція | Бета Етнікі  | ?     | 0    |
| 1977/78 | «Ілісіакос»    | Греція | Бета Етнікі  | ?     | 0    |
| 1977/78 | «Касторія»     | Греція | Альфа Етнікі | 29    | 0    |
| 1978/79 | «Касторія»     | Греція | Альфа Етнікі | 32    | 0    |
| 1979/80 | «Касторія»     | Греція | Альфа Етнікі | 17    | 0    |
| 1980/81 | «Олімпіакос»   | Греція | Альфа Етнікі | 28    | 0    |
| 1981/82 | «Олімпіакос»   | Греція | Альфа Етнікі | 24    | 0    |
| 1982/83 | «Олімпіакос»   | Греція | Альфа Етнікі | 33    | 0    |
| 1983/84 | «Олімпіакос»   | Греція | Альфа Етнікі | 29    | 0    |
| 1984/85 | «Олімпіакос»   | Греція | Альфа Етнікі | 30    | 4    |
| 1985/86 | «Панатінаїкос» | Греція | Альфа Етнікі | 24    | 2    |
| 1986/87 | «Панатінаїкос» | Греція | Альфа Етнікі | 6     | 0    |
| 1987/88 | «Панатінаїкос» | Греція | Альфа Етнікі | 12    | 0    |
| 1988/89 | «Панатінаїкос» | Греція | Альфа Етнікі | 27    | 0    |
| 1989/90 | «Панатінаїкос» | Греція | Альфа Етнікі | 16    | 0    |
| 1990/91 | «Атінаїкос»    | Греція | Альфа Етнікі | 31    | 0    |
| 1991/92 | «Атінаїкос»    | Греція | Альфа Етнікі | 6     | 0    |

## Досягнення
«Касторія»
- Кубок Греції
  -  Володар (1): 1979/80

«Олімпіакос»
- Альфа Етнікі
  -  Чемпіон (3): 1980/81, 1981/82, 1982/83

- Кубок Греції
  -  Володар (1): 1980/81

«Панатінаїкос»
- Альфа Етнікі
  -  Чемпіон (2): 1985/86, 1989/90

- Кубок Греції
  -  Володар (3): 1985/86, 1987/88, 1988/89

- Суперкубок Греції
  -  Володар (1): 1988